# Томбенсе
«Томбе́нсе» (порт. Tombense Futebol Clube) — бразильский футбольный клуб из города Томбус (штат Минас-Жерайс). Выступает в высшем дивизионе Лиги Минейро и в 2021 году, благодаря второму месту в Серии C, добился выхода в Серию B чемпионата Бразилии.

## История
Клуб основан 7 сентября 1914 года группой 13-14-летних подростков под руководством отца одного из этих детей, сеньора Виейры, который и считается основателем «Томбенсе». На протяжении большей части XX века клуб выступал только в любительских соревнованиях. Некоторые спортсмены, начинавшие карьеру в «Томбенсе», затем становились профессиональными игроками и выступали за ведущие клубы Бразилии — «Васко да Гаму», «Крузейро», «Атлетико Минейро», «Фламенго» и т. п.
В 1999 году руководство «Томбенсе» приняло решение сделать клуб профессиональным. Был модернизирован стадион, выстроена система подготовки детско-юношеских и молодёжных команд, которые стали занимать высокие места в чемпионате штата уже в 2001 году. В 2002 году команда стала впервые в своей истории чемпионом штата Минас-Жерайс во втором дивизионе, получив путёвку в элиту. В 2006 году, после вылета, «Томбенсе» вновь выиграл Второй дивизион штата.
В 2013 году по результатам выступлений в Лиге Минейро команда должна была дебютировать в общебразильских соревнованиях — в Серии D, однако отказалась от такой возможности. В 2014 году (в год своего столетия) «Томбенсе» сумел выиграть Серию D в своём первом же сезоне и в 2015 году дебютировал уже в третьем эшелоне чемпионата Бразилии — Серии C. По итогам сезона 2021 добился повышения в Серию B.
Домашние матчи проводит на стадионе «Антонио Гимарайнс де Алмейда», вмещающем 5 тыс. зрителей.
| Выступления в чемпионатах Бразилии |          |       |
| Год                                | Дивизион | Место |
| 2014                               | Серия D  | 1-е   |
| 2015                               | Серия C  | 15-е  |
| 2016                               | Серия C  | 9-е   |
| 2017                               | Серия C  | 7-е   |
| 2018                               | Серия C  | 11-е  |
| 2019                               | Серия C  | 14-е  |
| 2020                               | Серия C  | 9-е   |
| 2021                               | Серия C  | 2-е   |
| 2022                               | Серия B  |       |

## Достижения
- Чемпион Второго дивизиона Лиги Минейро (2): 2002, 2006
- Чемпион Бразилии в Серии D (1): 2014